# Analys av textilfibrer
Analys av textilfibrer görs i syfte att fastställa vilken eller vilka sorts fibrer som ingår i ett textilt material.
Ett förbränningsprov innebär att man med exempelvis en tändsticka försöker sätta eld på en trådända och observerar eldfängdhet, lukt och rester. Ett dragprov innebär att man fuktar en del av en tråd och sedan drar av den. Andra metoder är att studera fiberns utseende, gärna med förstoringsglas. Vissa fibrer är även lösliga i olika kemikalier.
- Brännprov. Merceriserad bomull kan ibland vara förvillande lik silke. Håll tråden över en låga.

En tråd av äkta silke underhåller inte förbränning, eller brinner endast trögt, d.v.s. den självslocknar när den dras ur lågan. Bomull och konstsilke underhåller förbränning och brinner med klar låga.
Den aska, som bildas blir små svarta pärlor, som sitter fast på tråden, om den är av silke. Det luktar bränt horn. På bomull och konstsilke blir det mycket lite, pulverformig aska, som man lätt blåser iväg. Det luktar som bränt papper.
Ylle uppför sig vid brännprov ungefär som silke, men skiljer sig i utseende så klart från silke, varför det i praktiken knappast är någon förväxlingsrisk.
- Slitprov. Tag två trådar, den ena av silke, den andra av bomull. Linda trådarna parallellt några varv över två fingrar, ett på vardera handen, så att trådarna blir lika spända. Drag långsamt isär händerna tills trådarna brister. Det är alltid bomullstråden som brister först.[1]

## Analysschema
| Fibertyp       | Förbränningsprov | Förbränningsprov     | Förbränningsprov        | Dragprov | Dragprov | Lösning                                                                | Lösning | Utseende                                                        |
| Fibertyp       | Brinner          | Lukt                 | Rest                    | Torr     | Våt      | Saltsyra                                                               | Aceton  | Utseende                                                        |
| -------------- | ---------------- | -------------------- | ----------------------- | -------- | -------- | ---------------------------------------------------------------------- | ------- | --------------------------------------------------------------- |
| Bomull         | lätt             | bränt papper         | inga kulor              | X        | -        |                                                                        |         | Mjuk, korta fibrer, jämna ändar, matt, krusig                   |
| Lin            | lätt             | bränt papper         | inga kulor              | X        | X        |                                                                        |         | Styv, varierande långa fibrer, ojämnt brottställe, glansig, rak |
| Silke          | med svårighet    | bränt hår, sötaktigt | inga kulor, trådskelett |          |          | Mullbärssilke löses omedelbart Tussah-/vildsilke löses efter 10-15 min |         | Raka fibrer, kall känsla                                        |
| Förtyngt silke | med svårighet    | bränt hår            | kulor                   |          |          |                                                                        |         |                                                                 |
| Ull            | med svårighet    | bränt hår, horn      | kulor                   |          |          |                                                                        |         | Knastrar vid brott, krusiga fibrer, varm känsla                 |
| Kopparrayon    | lätt             | bränt papper         | inga kulor              | -        | X        |                                                                        |         |                                                                 |
| Viskosrayon    | lätt             | bränt papper         | inga kulor              | -        | X        |                                                                        |         |                                                                 |
| Acetatrayon    | med svårighet    | bränt papper         | inga kulor              | -        | X        |                                                                        | Löslig  |                                                                 |
| Syntetfiber    | ej, smälter      | kemisk               |                         |          |          |                                                                        |         |                                                                 |